# Jurij Matwiejew
Jurij Aleksandrowicz Matwiejew, ros. Юрий Александрович Матвеев (ur. 8 czerwca 1967 w Niżnym Tagile) – rosyjski piłkarz, grający na pozycji napastnika, reprezentant Rosji, trener piłkarski.

## Kariera piłkarska

### Kariera klubowa
Wychowanek DJuSSz Niżny Tagił. Pierwszy trener Wiktor Głuszenkow. W 1984 rozpoczął karierę piłkarską w miejscowej drużynie Uralec Niżny Tagił, skąd w 1988 został przeniesiony do głównego zespołu obwodu Urałmasz Swierdłowsk. Na początku 1990 zaproszony przez trenera Anatolija Końkowa do Zenitu Leningrad, ale po pół roku powrócił do Urałmasza. W 1991 występował w zespole z Wyższej Ligi ZSRR – Torpedo Moskwa, po czym ponownie wrócił do Urałmasza. W pierwszych Mistrzostwach Rosji z 20 golami w 28 meczach zdobył tytuł króla strzelców. W listopadzie 1993 wyjechał za granicę, gdzie do końca sezonu bronił barw tureckiego MKE Ankaragücü. Latem 1994 ponownie wrócił do rodzimego Urałmasza. Na początku 1996 przeszedł do CSKA Moskwa, skąd w drugiej połowie sezonu odszedł do koreańskiego klubu Suwon Samsung Bluewings. W 1998 powrócił do ojczyzny, gdzie został piłkarzem Rostsielmaszu Rostów nad Donem. W 2000 zakończył karierę piłkarską w drużynie Lokomotiw Niżny Nowogród. Potem grał w amatorskich zespołach obwodu swierdłowskiego.

### Kariera reprezentacyjna
W latach 1992–1993 rozegrał 4 mecze oficjalne w barwach narodowej reprezentacji Rosji.

## Kariera trenerska
Dopiero w 2008 rozpoczął pracę trenerską. Od stycznia 2008 pomagał trenować Urał Jekaterynburg. Prowadził drużynę rezerw. W czerwcu 2011 objął stanowisko głównego trenera klubu.

## Sukcesy i odznaczenia

### Sukcesy klubowe
- brązowy medalista Mistrzostw ZSRR: 1991
- finalista Pucharu ZSRR: 1991

### Sukcesy indywidualne
- król strzelców Mistrzostw Rosji: 1992 (20 goli)
- wybrany do listy 33 najlepszych piłkarzy roku w Rosji: Nr 2 (1992, 1998)
- rekordzista w ilości strzelonych goli w sezonach Urału Jekaterynburg: 1992 (20 goli), 1994 (9 goli), 1995 (9 goli).
- rekordzista w ilości strzelonych goli w sezonach FK Rostów: 1998 (14 goli).

### Odznaczenia
- tytuł Zasłużony Mistrz Sportu ZSRR: 1990